# Koreasat 6
Koreasat 6 ist ein kommerzieller Kommunikationssatellit aus Südkorea.
Koreasat 6 wurde am 29. Dezember 2010 um 21:27 UTC vom Centre Spatial Guyanais in Kourou zusammen mit Hispasat 1E an Bord einer Ariane 5 in eine geostationäre Umlaufbahn befördert. Er wurde 34 Minuten und 12 Sekunden nach dem Start in einer geostationären Übergangsbahn ausgesetzt.
Der dreiachsenstabilisierte Satellit ist mit 30 Ku-Band Transpondern sowie zwei 2,3-m-Parabolantennen ausgerüstet und soll von der Position 116° Ost aus die Region um Südkorea mit Telekommunikationsdienstleistungen versorgen. Dazu werden 24 Transponder für Fixed Satellite Services und sechs für Direct Broadcast Services verwendet. Von den 5,3 kW, die die Galliumarsenid Solarzellen liefern, stehen 3,4 kW der Nutzlast zur Verfügung. Der Satellit wurde auf Basis des STAR-2 Satellitenbus der Thales Alenia Space von der Orbital Sciences Corporation gebaut und besitzt eine geplante Lebensdauer von 15 Jahren.